# Хаззаз, Мохаммед
Мохаммед Хамид эль-Хаззаз, более известный как Хамид эль-Хаззаз (30 ноября 1945, Фес, Марокко — 13 января 2018, там же) — марокканский футболист, вратарь, участник чемпионата мира 1970 года, победитель Кубка африканских наций 1976 года.

## Биография
На клубном уровне более 20 лет выступал за «МАС Фес», провёл в составе клуба более 800 матчей во всех турнирах. Трехкратный чемпион Марокко (1965, 1979, 1983).
В сборную Марокко вызывался с конца 1960-х годов. Первый[уточнить] матч сыграл 27 апреля 1969 года в отборочном турнире чемпионата мира против Туниса (0:0). В 1970 году участвовал в финальном турнире чемпионата мира в Мексике, вышел на поле в одном матче — 11 июня 1970 года против Болгарии (1:1). В 1976 и 1978 годах участвовал в финальных турнирах Кубка африканских наций, причём в 1976 году со своей командой стал чемпионом. В обоих этих финальных турнирах КАН входил в состав символической сборной турнира. Всего в составе национальной команды сыграл 65 матчей.
Также выступал за олимпийскую сборную Марокко, провёл не менее 20 матчей. Участвовал в финальном турнире Олимпиады-1972 в Мюнхене, выходил на поле во всех четырёх матчах своей команды.
После окончания карьеры был председателем совета директоров клуба «МАС» (1994), также с 1986 года до своей смерти — президентом спортивного союза Фес-Булемане.
Скончался 13 января 2018 года в Фесе.